# Bézu-Saint-Éloi

Bézu-Saint-Éloi este o comună în departamentul Eure, Franța. În 1 ianuarie 2022 avea o populație de 1.616 de locuitori.